# Appel (geslacht)
Appel (Malus) is een geslacht uit de rozenfamilie (Rosaceae). Het geslacht omvat ongeveer 30–55 soorten van kleine loofbomen of -struiken. Een bekende soort is de gedomesticeerde eetappel (Malus ×domestica). Andere soorten zijn wilde appels, sierappels of crabappels.
N.B.: Malus (Latijn) betekent "slecht", "kwaadaardig".

## Soorten
In Nederland is alleen wilde appel (Malus sylvestris) inheems; eetappel (Malus ×domestica) komt er verwilderd (en aangeplant) voor.
- Malus angustifolia
- Malus asiatica
- Malus baccata
- Malus bracteata
- Malus brevipes
- Malus coronaria
- Malus florentina
- Malus floribunda
- Malus formosana
- Malus fusca
- Malus glabrata
- Malus glaucescens
- Malus halliana
- Malus honanensis
- Malus hopa
- Malus hupehensis
- Malus ioensis
- Malus kansuensis
- Malus lancifolia
- Malus ×micromalus
- Malus prattii
- Malus prunifolia
- Malus pumila
 synoniem Malus domestica
- Malus rockii
- Malus sargentii
- Malus sieboldii
- Malus sieversii
- Malus sikkimensis
- Malus spectabilis
- Malus sublobata
- Malus sylvestris
- Malus toringoides
- Malus transitoria
- Malus trilobata
- Malus tschonoskii
- Malus yunnanensis

## Verspreiding
Malus-soorten groeien in de gematigde streken en komen vooral op het noordelijk halfrond voor. De sierappels zijn veelal van (Oost-)Aziatische oorsprong.

## Fotogalerij

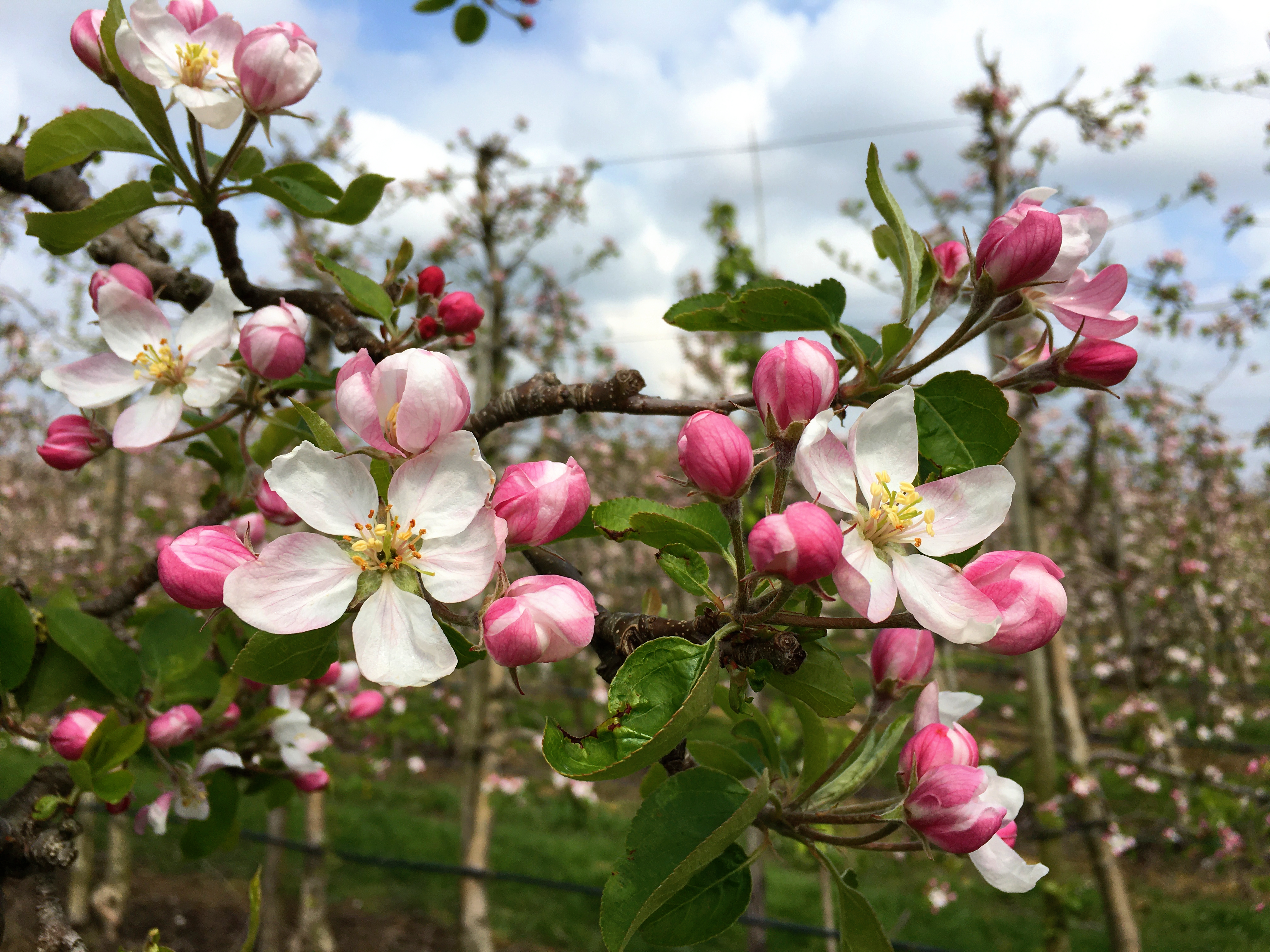
Laagstambomen van eetappel (bloeiend)
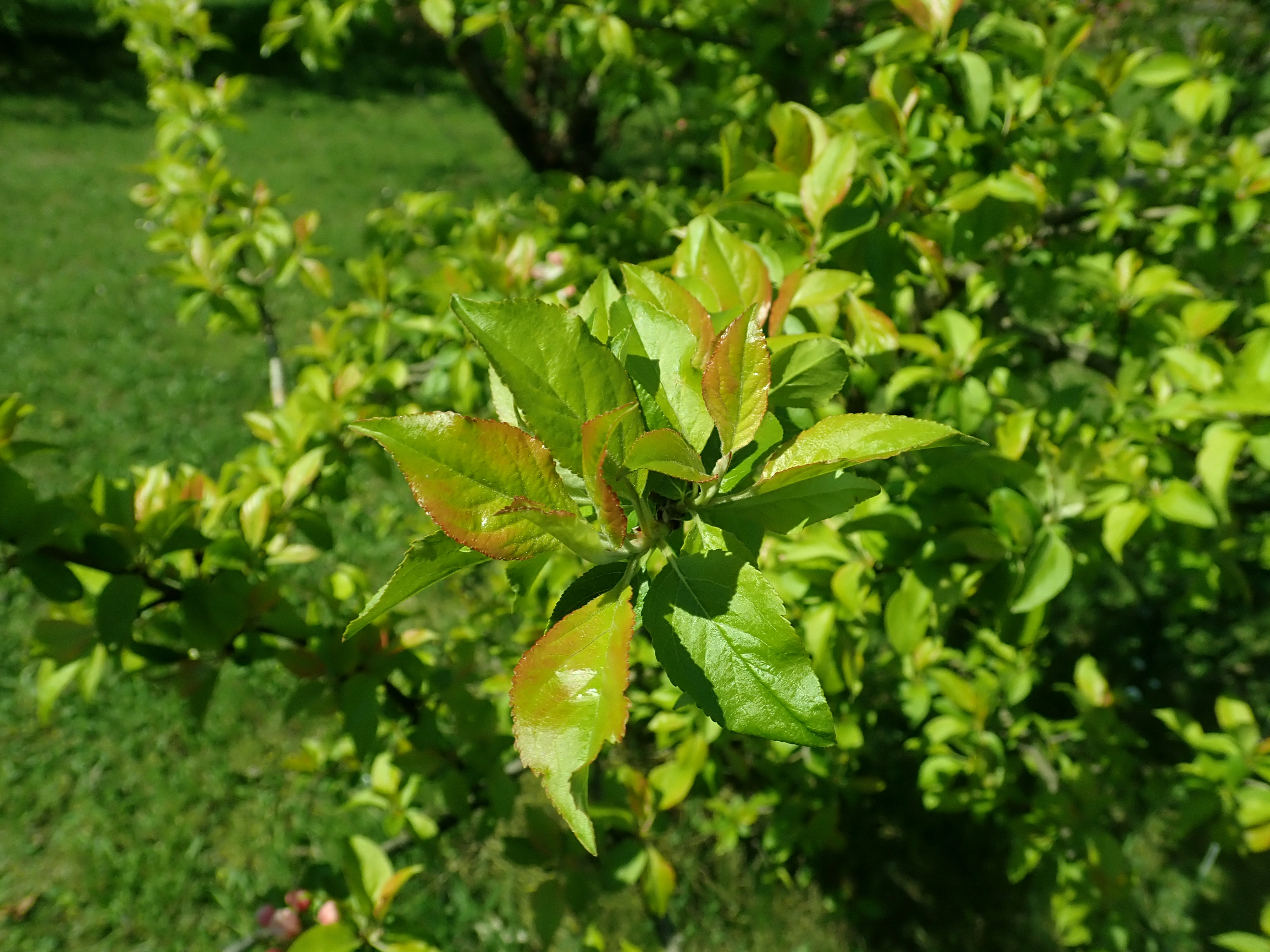
Japanse wilde appel (vegetatief) in Botanischer Garten Berlin
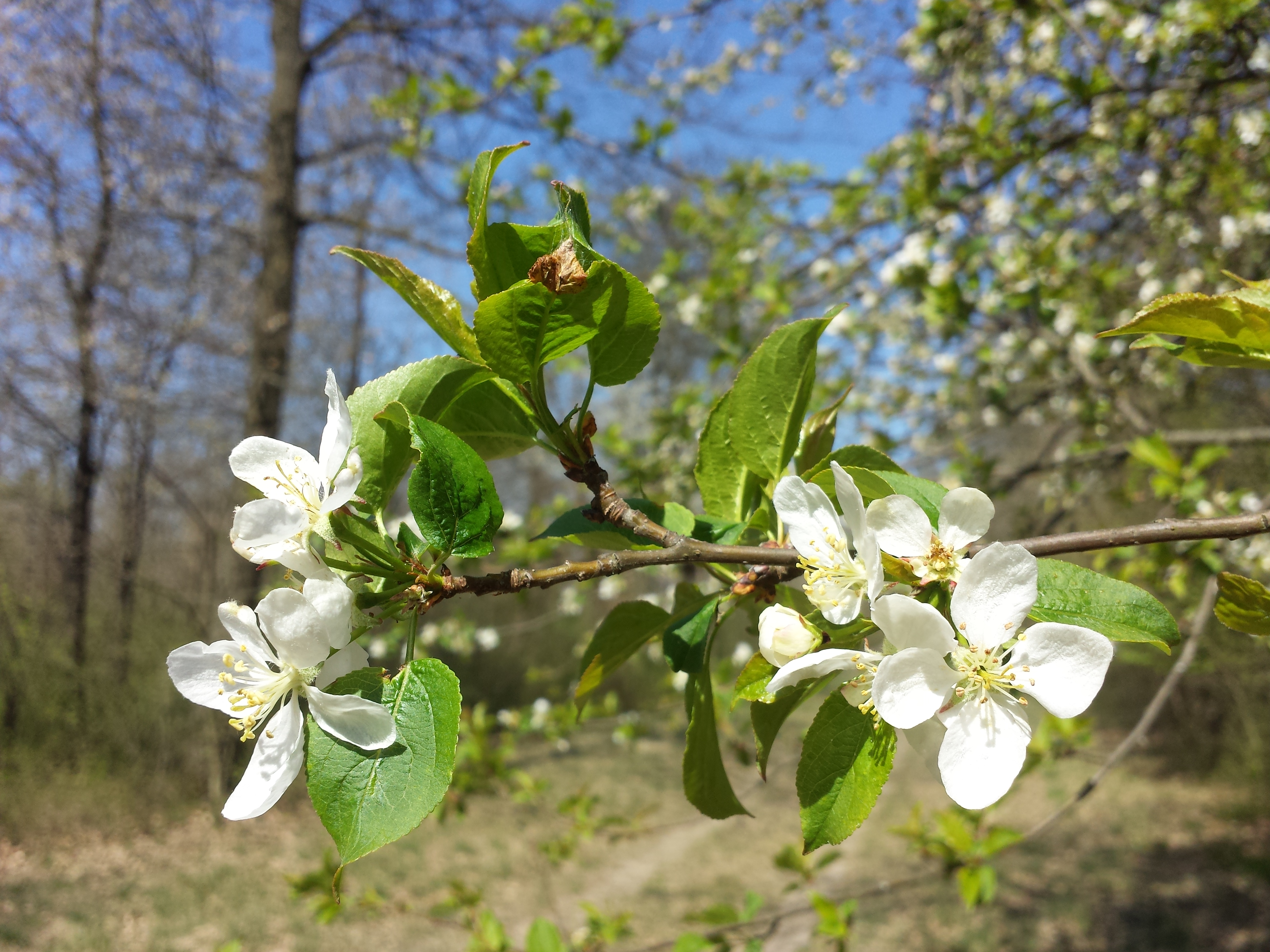
Wilde appel (bloeiend)

## Voetnoten
1. ↑  Phipps, J.B. et alia, A checklist of the subfamily Maloideae (Rosaceae), Can. J. Bot, 1990, vol: 68, blz, 2209, nr. 10.
2. ↑  Lombarts, P. (1984). 'Malus: sierappels. Keuringsrapport "Technische Keuringscommissie – Houtige siergewassen" van de N.A.K.B. In: Dendroflora nr. 21. Ook verschenen als overdruk. OCLC 66863047. pag. 1.

... · 
Acaena (stekelnootje) · 
Adenostoma · 
Agrimonia (agrimonie) · 
Alchemilla (vrouwenmantel) · 
Amelanchier (krentenboompje) · 
Aphanes (leeuwenklauw) · 
Aronia (appelbes) · 
Aruncus · 
Comarum · 
Cotoneaster (dwergmispel) · 
Crataegus (meidoorn) · 
Cydonia (kweepeer) · 
Dryas · 
Eriobotrya · 
Filipendula (spirea) · 
Fragaria (aardbei) · 
Geum (nagelkruid) · 
Hagenia · 
Kerria (ranonkelstruik) · 
Malus (appel) · 
Mespilus · 
Potentilla (ganzerik) · 
Prunus · 
Pyracantha 
Pyrus (peer) · 
Rosa (roos) · 
Rubus (braam) · 
Sanguisorba (pimpernel) · 
Sorbaria · 
Sorbus (lijsterbes) · 
...